# نادي أنجيه
نادي أنجيه الرياضي الغربي (بالفرنسية: Angers Sporting Club de l'Ouest)‏ واختصارًا Angers SCO أو SCO d'Angers نادي كرة قدم فرنسي تأسس بتاريخ 10 أكتوبر 1919 في مدينة أنجيه بمان ولوار في منطقة بايي دو لا لوار وينشط حاليًّا في الدوري الفرنسي.
توج أنجيه بدوري الدرجة الثانية الفرنسي مرتين (عامَي 1969 و1976) وخسر نهائيًّا أمام نيم أولمبيك. وقد شارك في دوري الدرجة الأولى في 28 موسمًا وبلغ نهائي كأس فرنسا في مناسبتين أحدهما في 1957 وخسرها بنتيجة 3–6 أمام تولوز، والأخرى في 2017 وخسرها بنتيجة 1–0 أمام باريس سان جيرمان.
تحت رئاسة ويلي بيرنارد، الذي اشترى النادي مجددًا في عام 2006، ارتقى النادي من بطولة فرنسا الوطنية (الدرجة الثالثة) إلى دوري الدرجة الثانية. ويرأس النادي سعيد شعبان منذ 2011.
يقيم النادي مبارياته على أرضه على ملعب رايموند-كوبا ويدرب الفريق ستيفان مولان منذ 2 يونيو 2011.

## هوية النادي

### شعارات

قبل 1994 (الاسم مطرَّز على القميص)

### الألوان
| الستينيات |

| 1992 : العودة إلى الدرجة الأولى |

| من 2006 إلى 2008 |

| موسم 2008-09 |

| عام 2009 |

| عام 2010 |

| موسم 2011-12 |

| موسم 2012-13 |

| موسم 2014-15 |

كانت ألوان نادي أنجيه الأولى هي الأزرق والأبيض، واستبدل لاحقًا اللون الأزرق بالأسود في الثلاثينيات حيث رأى رئيس النادي آنذاك أن هذا اللون «أنسب». ومنذ ذلك الوقت وحتى الخمسينيات، ظل الأبيض اللون المهيمن على الطقم مع بعض السواد على أسفل الكمّ وعلى الكتفين وعلى شكل شريط أفقي في وسط الطقم.
وابتداءً من منتصف الخمسينيات، بدأ الأسود يأخذ حيزًا أكبر من الطقم، وطُرزت الحروف الفرنسية الثلاثة "SCO" (وهي اختصار لاسم النادي "Sporting Club de l'Ouest" أي نادي الغرب الرياضي) على يسار منطقة الصدر إما بشكل أفقي أو مائل بحسب الموسم. وحتى عام 2008، تعاقب فريق أنجيه على ارتداء أطقم بيضاء كليًّا وأخرى بيضاء القميص سوداء السراويل. وفي موسم 2008–09 ابتكر النادي طقما أبيض مخططًا بالأسود.
أما أطقم النادي الاحتياطية فتبدلت ألوانها مرات عديدة عبر السنوات. ففي الخمسينيات، كان النادي تارة يلبس قميصًا رماديًّا مع سراويل سوداء، وتارة يلبس طقمًا برتقاليًا من لون التانجو. والأخير هو الذي ارتداه الفريق أمام نادي تولوز في نهائي كأس فرنسا لعام 1957 بكولومب. وفي القعد التالي، أخذ اللون الأخضر حيزًا كبيرًا من القميص الاحتياطي مرفوقًا بسراويل بيضاء. ثم أخذ الأحمر مكانه في السبعينيات، ومع سراويل سوداء أحيانًا. ثم كثرت وتباين الألوان الاحتياطية في السنوات التالية، حيث لم يستخدم القميص الأزرق المخطط بالأبيض إلا في مناسبة وحيدة في موسم 1993–94 بالدرجة الأولى، إلا أن أكثرها استخدامًا كان القميص الأصفر مع السروايل السوداء. في يومنا هذا، يلعب النادي أغلب مبارياته خارج الديار بقميص أسود كليًّا. وفي عام 2009، أضاف النادي شريطًا ذهبي اللون إلى الجانب الأيسر من القميص، وذلك بمناسبة مرور 90 عامًا على تأسيسه.

## شخصيات النادي التاريخية

### مدربو النادي
| الترتيب | الاسم         | الفترة    |
| ------- | ------------- | --------- |
| 1       | أوغست كورتين  | 1924-1927 |
| 2       | أندريه بيرتين | 1927-1939 |
| 3       | أوجين بلوت    | 1939-1941 |
| 4       | إيفيس هون     | 1941-1945 |
| 5       | أوجين بلوت    | 1945-1946 |
| 6       | هنري بيزيو    | 1946-1951 |
| 7       | أوجين بلوت    | 1951-1953 |
| 8       | جان سامين     | 1953-1963 |
| 9       | آبل دواز      | 1963-1968 |
| 10      | جان إيفينو    | 1968-1970 |

| الترتيب | الاسم            | الفترة    |
| ------- | ---------------- | --------- |
| 11      | إيفيس كيرجان     | 1970-1974 |
| 12      | جان كيلير        | 1974-1981 |
| 13      | بيرنار ديبوي     | 1981-1982 |
| 14      | إميل-شارل باتورو | 1982-1985 |
| 15      | بيرنار بوجيبولت  | 1985-1988 |
| 16      | جاك توندو        | 1988-1994 |
| 17      | جاك بريان        | 1994-1996 |
| 18      | أندريه لو دو     | 1997-1998 |
| 19      | بيير أبراهام     | 1998-2001 |
| 20      | إيريك براشيه     | 2001-2002 |

| الترتيب | الاسم                | الفترة    |
| ------- | -------------------- | --------- |
| 21      | أندريه بودوسو        | 2002      |
| 22      | سيرج مارتل دلا شسناي | 2002      |
| 23      | فيليب دوسيه          | 2002-2003 |
| 24      | باتريك نوربير        | 2003-2006 |
| 25      | ويلي بيرنار          | 2006-2011 |
| 26      | سعيد شعبان           | منذ 2011  |

## اللاعبون الحاليون

### التشكيلة الحالية

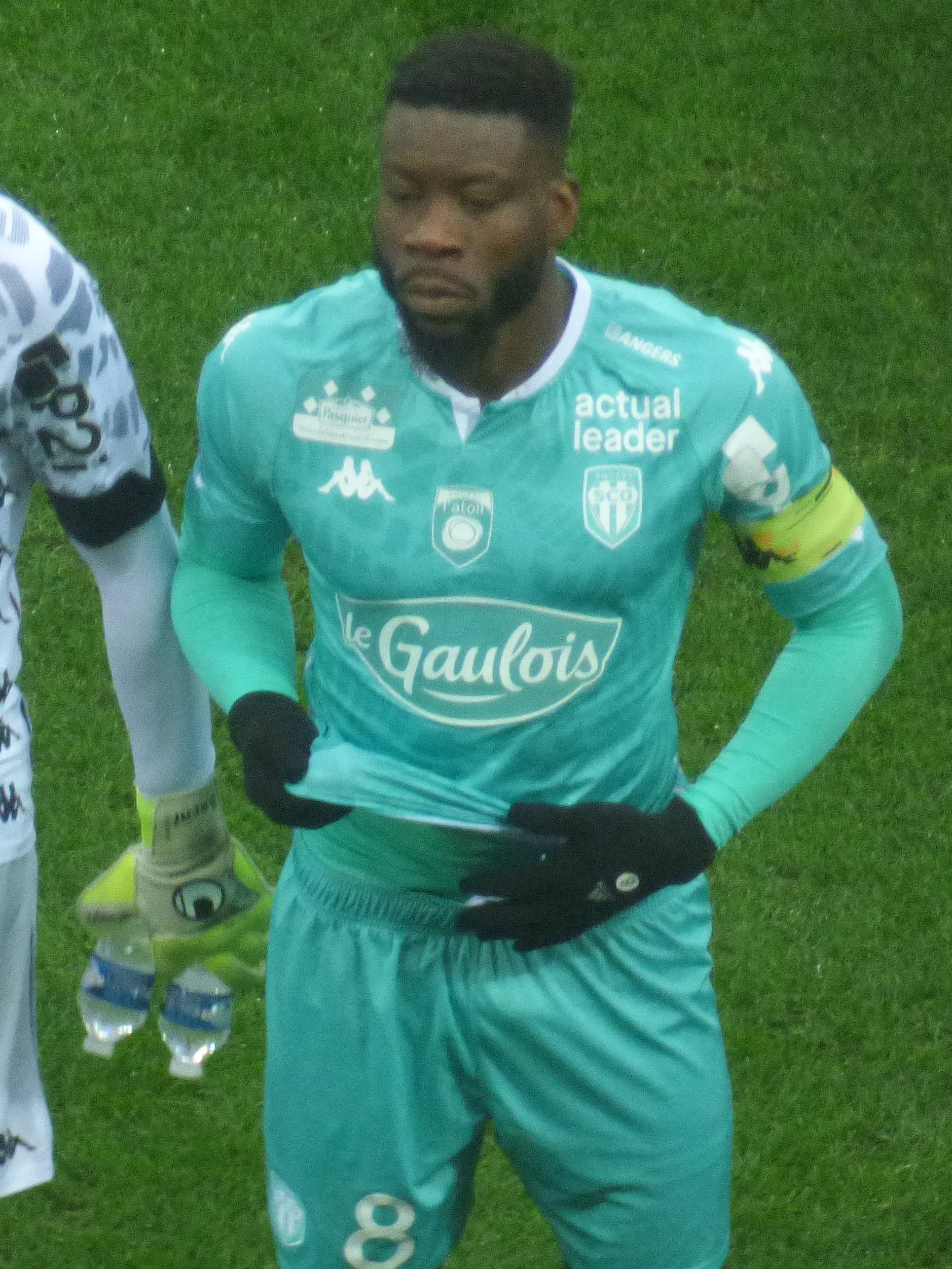
إسماعيل تراوري قائد الفريق

اعتبارًا من 6 أكتوبر 2020:
| الرقم | الجنسية    | المركز | الاسم              |
| ----- | ---------- | ------ | ------------------ |
| 1     | فرنسا      | حارس   | بول برناردوني      |
| 3     | ساحل العاج | مدافع  | سليمان دومبيا      |
| 4     | كرواتيا    | مدافع  | ماتيو بافلوفيتش    |
| 5     | فرنسا      | وسط    | توماس مانغاني      |
| 6     | فرنسا      | مدافع  | إنزو إيبوس         |
| 7     | المغرب     | مهاجم  | رشيد عليوي         |
| 8     | ساحل العاج | مدافع  | إسماعيل تراوري     |
| 9     | فرنسا      | مهاجم  | لويس ديوني         |
| 10    | فرنسا      | وسط    | أنجيلو فولغيني     |
| 11    | فرنسا      | وسط    | جيمي كابوت         |
| 12    | فرنسا      | وسط    | زين الدين ولد خالد |
| 13    | المغرب     | وسط    | سفيان بوفال        |
| 14    | مالي       | وسط    | لاسانا كوليبالي    |
| 15    | فرنسا      | وسط    | بياريك كابل        |
| 16    | فرنسا      | حارس   | لودوفيك بوتيل      |
| 18    | المغرب     | وسط    | عز الدين أوناحي    |

| الرقم | الجنسية      | المركز | الاسم             |
| ----- | ------------ | ------ | ----------------- |
| -     | فرنسا        | وسط    | إبراهيم أمادو     |
| 19    | الكاميرون    | مهاجم  | ستيفان باهوكين    |
| 20    | السنغال      | مهاجم  | سادا تيوب         |
| 21    | فرنسا        | مهاجم  | محمد علي شو       |
| 23    | فرنسا        | وسط    | أنطونيو بوبيشون   |
| 24    | فرنسا        | مدافع  | رومان توماس       |
| 25    | ساحل العاج   | مدافع  | عبد الله بامبا    |
| 26    | فرنسا        | وسط    | ونيس طيبي         |
| 27    | البرتغال     | وسط    | ماتياس بيريرا لاج |
| 28    | الجزائر      | مهاجم  | فريد الملالي      |
| 29    | فرنسا        | مدافع  | فيسنت مانسيو      |
| 30    | الجبل الأسود | حارس   | دانييل بيتكوفيتش  |
| 31    | السنغال      | مدافع  | الحاج بيب دياو    |
| 32    | ساحل العاج   | مهاجم  | توماس توريه       |
| 37    | فرنسا        | وسط    | كيفن بيمانغا      |
| -     | الجزائر      | مدافع  | هيثم لوسيف        |

### لاعبون معارون
| الجنسية | المركز | الاسم          | النادي المُعار إليه   |
| ------- | ------ | -------------- | -------------------- |
| الجزائر | حارس   | أنتوني ماندريا | شوليت                |
| فرنسا   | مدافع  | ريان آيت نوري  | وولفرهامبتون واندررز |

| الجنسية | المركز | الاسم                | النادي المُعار إليه |
| ------- | ------ | -------------------- | ------------------ |
| فرنسا   | وسط    | أنتوني غوميز مانشيني | بيرنلي             |
| تشاد    | مهاجم  | كاسيمير نينغا        | سيفاسبور           |

## الجهاز الفني
| الاسم          | الوظيفة               |
| -------------- | --------------------- |
| ستيفان مولان   | المدير الفني          |
| سيرج لو ديزيه  | مدرب مساعد            |
| باتريس سوفاجيه | مدرب مساعد            |
| بِنوا بيكو      | مدرب اللياقة البدنية  |
| أنطوان أندريه  | أخصائي العلاج الطبيعي |

| الاسم         | الوظيفة               |
| ------------- | --------------------- |
| أوريلين لاتور | أخصائي العلاج الطبيعي |
| أرنو لوكاس    | مدرب حراس المرمى      |
| أنتوني توندوت | الطبيب                |
| أرنو بيرييه   | أخصائي العناية بالقدم |
| مارك سوريس    | تقويم العظام          |